# Rue d'Allonville
La rue d'Allonville est une voie de Nantes, en France.

## Situation et accès
Située dans le quartier Malakoff - Saint-Donatien cette voie bitumée et ouverte à la circulation automobile, relie la place du 11e-Train-des-Équipages à la rue Frédéric-Cailliaud. Elle rencontre sur son parcours une douzaine d'autres artères, dont la rue de Coulmiers qui la croise à la moitié de son tracé.

## Origine du nom
Elle rend hommage à Armand-Octave-Marie d’Allonville, général de brigade qui combattit durant la guerre de Crimée en 1864, avant d'être nommé sénateur par décret.

## Historique
En janvier 1792, Jean-Baptiste Carrier, après avoir occupé l'hôtel de La Villestreux, s'installe dans une maison située « chemin de Richebourg », à l'angle des actuelles rues d'Allonville et Frédéric-Cailliaud. Cette maison, un hôtel particulier bâti au XVIe siècle, conservera ensuite les modifications apportées par Carrier (ouvertures donnant sur la rue obstruée) et sera détruite en 1972.

En 1874, à la suite de l'agrandissement du jardin des plantes, la partie est de l'ancien « chemin de Richebourg » est désolidarisé de sa partie ouest devenue la rue de Richebourg, devient « rue du Bourg-Fumé », puis elle prend sa dénomination actuelle,.
Dès 1905, diverses avenues latérales sont percées depuis son tronçon ouest, afin de faciliter la construction des nouvelles maisons : l'avenue de la Devinière, l'avenue de Montys ou l'avenue Guillon.
Avant la Première Guerre mondiale, la dénomination de « rue d'Allonville », limitée jusqu'ici à la rue de Coulmiers, s'étend au-delà en englobant l'ancienne « rue Toutes-Aides » dont une partie du tracé marquait, jusqu'en 1908, la limite territoriale entre les communes de Nantes et de Doulon. C'est sur une portion importante du côté nord de cette ancienne rue que le ministère de la Guerre avait aménagé dès 1857, une vaste caserne, baptisée « quartier Richemont », sur des terrains précédemment achetés à la municipalité.
En 2020, des travaux d'aménagements sont effectués sur toute la longueur de l'artère permettant la création d'une première « vélorue » (ou « rue cyclable ») nantaise, concept né en Allemagne dans lequel la priorité est donné à la circulation des vélos qui peuvent alors emprunter le milieu de la chaussée, tout dépassement de cycliste y étant interdit. D'autre part, une section piétonne d'une centaine de mètres située entre la rue de Coulmiers et la rue des Rochettes est également créée.

## Voies secondaires

### Rue Simone Iff
Cette rue relie la rue d'Allonville à la rue Maryse-Guerlais.

### Rue Maryse-Guerlais
Cette rue qui rejoint la rue d'Allonville à la rue de la Mitrie sépare l'emprise de la caserne de gendarmerie du projet immobilier « Docks de la Mitrie ». Ce nom de rue, attribué par délibération du Conseil municipal du 30 juin 2017, rend hommage à la militante féministe Maryse Guerlais (1952-2007). Cofondatrice de l'« Espace Simone-de-Beauvoir », situé depuis 2015 quai Ernest-Renaud à Nantes, elle en fut la présidente de 2002 à 2004.

### Rue Marcel-Hatet
Le nom de cette rue rectiligne d'une longueur d'environ 210 mètres qui relie le boulevard Ernest-Dalby, ouverte en 1884 sous la dénomination de « rue du Dahomet », rend hommage à Marcel Hatet, employé des PTT, conseiller municipal SFIO durant l'entre-deux-guerres, qui s'engagea dans la résistance durant l'occupation. Arrêté le 5 août 1943 par la Gestapo au no 6 du quai de la Fosse, il meurt sous la torture à l'hôtel de Charette sur la place Maréchal-Foch. Il avait 45 ans.

### Avenue du Général-Marchand
Cette voie quasi-rectiligne, en impasse d'une longueur d'environ 140 mètres, fut dénommée par une lettre d'autorisation du maire du 29 décembre 1936 à la suite d'une demande des propriétaires l'ayant ouverte dans le lotissement Morault-Kent.

### Avenue Ludovic-Cormerais
Cette voie en impasse, constituée de trois segments consécutifs d'une longueur totale d'environ 220 mètres, rend hommage à Ludovic Cormerais, fils de Louis Cormerais, maire de Saint-Philbert-de-Grand-Lieu, auquel il succéda cinquante plus tard. Il fut également conseiller général du canton de Saint-Philbert-de-Grand-Lieu et vice-président de la Chambre syndicale des patrons mécaniciens, forgerons, chaudronniers, fondeurs et modeleurs de Nantes.

### Rue des Rochettes
Cette rue rectiligne d'une longueur d'environ 380 mètres reliant la rue d'Allonville à la place du 265e-Régiment-d'Infanterie et bordée sur son côté est par la caserne Richemont, a été ouverte à la suite d'une décision du conseil municipal du 10 mai 1882 afin de rallier le « chemin des Rochettes ». Son nom actuel a été attribué par une délibération du conseil municipal du 28 juillet 1958. Selon Stéphane Pajot, elle rend hommage à Alexandre Petit Desrochettes, receveur principal des finances, qui fut adjoint au Maire de Nantes François-Marie-Bonaventure du Fou en 1816.

### Avenue des Terres
Impasse débouchant au niveau du numéro 40.

### Avenue Pacaud
Impasse débouchant entre les numéros 48 et 52.

### Rue Pierre-Audigé
Voie rejoignant la rue de la Havane. Son nom rend hommage à Pierre Audigé, né en 1908 à Toulouse , chirurgien-dentiste installé à Nantes à compter de 1937, devenu résistant durant la Seconde Guerre mondiale ; il fut arrêté par la Gestapo le 17 avril 1944, et exécuté sommairement avec plus de 70 autres patriotes à la maison d'arrêt de Caen, le 6 juin 1944.

### Avenue de la Devinière
Impasse débouchant au niveau du numéro 76.

### Avenue de Montys
Impasse (anciennement « avenue de Monty ») débouchant entre les numéros 74 et 78.

### Allée du Bourg-Fumé
Avenue piétonne débouchant au niveau du numéro 123, elle rejoint le boulevard de Stalingrad par l'intermédiaire de la rue de Maryland. Ce nom lui vient de l'ancienne présence de raffineries de sucre et des fumées que celles-ci rejetaient (voir Rue de Richebourg#Historique).

### Avenue des Trois-Frères
Impasse débouchant entre les numéros 82 et 86.

### Avenue Guillon
Impasse (anciennement « passage Guillon ») débouchant au niveau du numéro 94.

### Coordonnées des lieux mentionnés
1. ↑  Rue Maryse-Guerlais : 47° 13′ 32″ N, 1° 32′ 01″ O
2. ↑  Rue Marcel-Hatet : 47° 13′ 22″ N, 1° 31′ 56″ O
3. ↑  Avenue du Général-Marchand : 47° 13′ 21″ N, 1° 32′ 00″ O
4. ↑  Avenue Ludovic-Cormerais : 47° 13′ 18″ N, 1° 32′ 04″ O
5. ↑  Rue des Rochettes : 47° 13′ 25″ N, 1° 32′ 12″ O
6. ↑  Avenues des Terres : 47° 13′ 18″ N, 1° 32′ 11″ O
7. ↑  Avenue Pacaud : 47° 13′ 17″ N, 1° 32′ 15″ O
8. ↑  Rue Pierre-Audigé : 47° 13′ 14″ N, 1° 32′ 14″ O
9. ↑  Avenue de la Devinière : 47° 13′ 16″ N, 1° 32′ 18″ O
10. ↑  Avenue de Montys : 47° 13′ 14″ N, 1° 32′ 20″ O
11. ↑  Allée du Bourg-Fumé : 47° 13′ 11″ N, 1° 32′ 17″ O
12. ↑  Avenue des Trois-Frères : 47° 13′ 13″ N, 1° 32′ 23″ O
13. ↑  Avevue Guillon : 47° 13′ 13″ N, 1° 32′ 25″ O